# Владимирский государственный университет
Влади́мирский госуда́рственный университе́т им. А. Г. и Н. Г. Столетовых (ВлГУ) — высшее учебное заведение Владимира, крупнейший вуз Владимирской области и один из крупнейших в ЦФО. В апреле 2017 года стал одним из региональных опорных университетов.
С 24 января 2013 года ректором университета является Анзор Михайлович Саралидзе.

## История
1 августа 1958 года постановлением Совета Министров РСФСР открыт Владимирский филиал Московского вечернего машиностроительного института с двумя факультетами: механико-технологическим и приборостроительным. Проведён первый набор студентов — 200 человек.
В 1962 году Владимирский филиал в связи с ликвидацией Московского вечернего машиностроительного института передан в ведение Московского института электронного машиностроения.
В феврале 1964 года филиал преобразован во Владимирский вечерний политехнический институт (ВВПИ). В этом же году был создан радиоприборостроительный факультет, первым деканом которого стал Б. Ф. Градусов.
В 1969 году ВВПИ преобразован во Владимирский политехнический институт (ВПИ).
В 1977 году ВПИ занял первое место в социалистическом соревновании высших учебных заведений СССР.
В 1978 году в ВПИ началось обучение иностранных студентов.
В 1993 году ВПИ преобразован во Владимирский государственный технический университет (ВГТУ).
30 декабря 1996 года ВГТУ получил статус Владимирского государственного университета (ВлГУ), то есть стал университетом классического типа.
В 2002 году ВлГУ был избран действительным членом Евразийской ассоциации классических университетов. Выпущен 50-тысячный специалист.
31 марта 2011 года приказом Министра образования и науки А. А. Фурсенко Владимирский государственный гуманитарный университет реорганизован и присоединён к ВлГУ в качестве структурного подразделения.

## Описание
Со времени своего создания университет подготовил более 60 тысяч специалистов. ВлГУ сотрудничает с более чем 40 университетами мира, на его базе функционирует более 30 учебно-образовательных центров.
Владимирский государственный университет реализует основные образовательные программы высшего профессионального образования по ступеням:
- бакалавриат — подтверждаемое присвоением лицу, успешно прошедшему итоговую аттестацию, квалификации (степени) «бакалавр»;
- подготовка специалиста — подтверждаемое присвоением лицу, успешно прошедшему итоговую аттестацию, квалификации (степени) «специалист»;
- магистратура — подтверждаемое присвоением лицу, успешно прошедшему итоговую аттестацию, квалификации (степени) «магистр»;
- подготовка кадров высшей квалификации (аспирантура и докторантура).

Подготовка по программам высшего профессионального образования ведётся по следующим формам обучения:
- очная бюджетная (бесплатная);
- очная контрактная (платная);
- заочная бюджетная (бесплатная);
- заочная контрактная (платная);
- дополнительное образование.

Владимирский государственный университет ведет образовательную деятельность по основным образовательным программам среднего профессионального образования по следующим формам обучения:
- очная бюджетная (бесплатная);
- очная контрактная (платная);
- заочная контрактная (платная).

## Филиалы университета
На территории Владимирской области функционирует единственный филиал ВлГУ:
- Муромский институт (филиал) федерального государственного бюджетного образовательного учреждения высшего образования «Владимирский государственный университет имени Александра Григорьевича и Николая Григорьевича Столетовых»[7].

Ранее существовал филиал Владимирского государственного университета в г. Гусь-Хрустальный. С 1 сентября 2017 года прекратил образовательную деятельность и в течение года осуществлял только приём в головной вуз на заочную форму обучения с применением дистанционных технологий. С 2018 года упразднён окончательно.

## Структура
- Институт прикладной математики, физики и информатики;
- Юридический институт;
- Институт машиностроения и автомобильного транспорта;
- Институт биологии и экологии;
- Институт информационных технологий и радиоэлектроники;
- Институт архитектуры, строительства и энергетики;
- Педагогический институт;
- Гуманитарный институт;
- Институт экономики и туризма;
- Высшая школа музыки и театра;
- Институт физической культуры и спорта;
- Муромский филиал;
- Центр международного образования;
- Центр дистанционного обучения (ЦДО);
- Факультет довузовской подготовки (с 2006 г.[8]);
- Институт повышения квалификации и переподготовки кадров ВлГУ (ИПКиПК).

Переформированные (переименованные) факультеты
- Радиоприборостроительный факультет (1964—1971) — разделён на радиотехнический и приборостроительный факультеты.
- Радиотехнический факультет (1971—2000) — объединён с приборостроительным факультетом в факультет радиофизики, электроники и медицинской техники.
- Приборостроительный факультет (ПСФ, 1971—2000) — объединён с радиотехническим факультетом в факультет радиофизики, электроники и медицинской техники.
- Факультет информатики и прикладной математики (ФИПМ) — в январе 2006 года разделён на факультеты информационных технологий и прикладной математики и физики.
- Факультет гуманитарных и социальных наук (ФГСН) — в 2008 году разделен на факультет философских и социальных наук и исторический факультет.
- Факультет права и психологии (ФПП) — в 2011 году преобразован в Юридический институт ВлГУ в результате объединения с юридическим факультетом реорганизованного ВГГУ. Кафедра психологии ФПП вошла в состав Факультета психологии Гуманитарного института ВлГУ.
- ФРЭМТ (2000—2016) и ФИТ (2006—2016) объединены в институт информационных технологий и радиоэлектроники.
- Институт экономики и менеджмента и институт туризма и предпринимательства в 2023 году объединили в институт экономики и туризма

## Международное сотрудничество
Международная деятельность ВлГУ направлена на развитие и укрепление международного сотрудничества в области образовательной и научно-исследовательской деятельности с целью повышения качества образования и уровня научных исследований, а также интеграции в мировую научно-образовательную систему.

## Инфраструктура
Владимирский государственный университет состоит из нескольких зданий (корпусов). Все здания, за исключением пятого учебного корпуса института (факультета) малого и среднего бизнеса (ИМиСБ), расположены в микрорайоне, ограниченном улицами Белоконской, Горького, Мира, а также проспектом Строителей. Корпуса, в которых проводятся занятия, расположены вблизи пересечения проспекта Строителей, улиц Белоконской и Горького.
В 1970-х годах предполагалось возвести ещё 5 учебных корпусов, 16-этажное административное здание, легкоатлетический манеж, однако был построен только один новый учебный корпус — второй. Несмотря на значительный рост числа обучающихся с того времени, новых учебных помещений не появилось, поэтому в настоящий момент в корпусах, первоначально предназначенных для 1-2 факультетов, размещаются до 6, а занятия проводятся даже в подвальных помещениях (например, в первом учебном корпусе и спорткомлексе).

### Учебные корпуса
- Первый учебный корпус. Институт биологии и экологии.
- Второй учебный корпус. Институт машиностроения и автомобильного транспорта, Институт информационных технологий и радиоэлектроники, Институт архитектуры, строительства и энергетики, Институт повышения квалификации и переподготовки кадров, Центр профессионального образования инвалидов; Центр международного образования.
- Третий учебный корпус. Институт прикладной математики, физики и информатики; Гуманитарный институт; Факультет довузовской подготовки; Центр дистанционного обучения.
- Четвёртый учебно-лабораторный корпус. Владимирский инжиниринговый центр использования лазерных технологий в машиностроении. Изначально проектировался специально в качестве литейного, которым остается по настоящее время. В корпусе расположены литейные залы, а также часть лабораторий механико-технологического и архитектурно-строительного факультетов.
- Пятый учебный корпус. Институт туризма и предпринимательства.
- Шестой учебный корпус. Институт Экономики и туризма.
- Седьмой учебный корпус. Педагогический институт (бывш. Владимирский государственный гуманитарный университет).
- Восьмой учебный корпус. Институт искусств и художественного образования, Педагогический институт.
- Девятый учебный корпус. Институт искусств и художественного образования.
- Десятый учебный корпус. Факультет дошкольного и начального образования и технико-экономический факультет.
- Одиннадцатый учебный корпус. Юридический институт.

- Главный корпус ВлГУ
- Первый корпус
- Второй корпус
- Третий корпус
- Пятый корпус
- Восьмой корпус

### Спорткомплексы
- Спортивный корпус № 1. Универсальный спортивный комплекс. В корпусе расположены бассейн, один большой зал, ряд помещений для занятий отдельными видами спорта (отделение бокса, тренажёрные залы).
- Спортивный корпус № 2. Специализированный спортивный комплекс единоборств имени Дмитрия Тимофеева. В нём проводятся занятия по греко-римской борьбе, шейпингу, теннису. Открыт 6 ноября 2008 года[11].
- Спортивный корпус № 3. Здесь располагается институт физической культуры и спорта.
- Спортивный корпус №4. Здесь располагается институт физической культуры и спорта, кафедра ХИСТ

- Спорткорпус № 1.
- Спорткомплекс единоборств (спорткорпус № 2).

## Известные преподаватели и выпускники
- См. Категория:Преподаватели Владимирского государственного университета
- См. Категория:Выпускники Владимирского государственного университета